# Szilárd Jenő
Szilárd Jenő (Budapest, 1923. szeptember 11. – Budapest, 1988. május 5.) magyar földrajztudós; a földrajztudományok doktora (1984), nyugdíjas tudományos tanácsadó, az MTA Földrajztudományi Kutató Intézet alapító tagja, tudományos osztályvezetője, a Földrajzi Értesítő szerkesztője, a Magyar Földrajzi Társaság tiszteleti tagja, számos hazai és nemzetközi tudományos szervezet tagja, a Munka Érdemrend arany fokozata, a Szocialista Földrajzért kitüntetés tulajdonosa.

## Életpályája
1947-ben diplomázott a Pázmány Péter Tudományegyetem földrajz-történelem szakos középiskolai tanárként. 1947–1952 között Alsónémediben oktatott. 1952–1988 között a Magyar Tudományos Akadémia Földrajztudományi Kutatócsoportjának tudományos munkatársa, főmunkatársa, tudományos osztályvezetője, 1985 után tudományos tanácsadója volt.
Kutatásainak területe a geomorfológia, a tájföldrajz és a tematikus természetföldrajzi térképezés volt. Több publikációja is megjelent e témában.

## Művei
- Külső-Somogy kialakulása és felszínalkata (Budapest, 1957)
- Budapest természeti képe (Pécsi Mártonnal és Marosi Sándorral, Budapest, 1958)
- A Mezőföld természeti földrajza (Ádám Lászlóval és Marosi Sándorral, Budapest, 1959)
- A Dunántúli és Dunn-Tisza közi löszfeltárások litológiai értékelése és tipizálása (Budapest, 1983)

## Díjai
- Akadémiai Díj (posztumusz, 1991)
- Munka Érdemrend arany fokozata
- a Szocialista Földrajzért